# Hets Hatsafon
Das Hets Hatsafon ist ein israelisches Straßenradrennen. Dieses Eintagesrennen wird rund um Bar’am ausgetragen.
2011 wurde das Radrennen erstmals veranstaltet. Allerdings war es bis 2015 Teil des nationalen Radsportkalenders in Israel ohne UCI-Status. 2016 wurde das Rennen nun Teil der UCI Europe Tour und ist dort in der Kategorie 1.2 eingestuft.
Rekordsieger ist der Israeli Guy Gabay mit zwei Siegen.

## Sieger
- 2017  Dor Dviri
- 2016  Guy Gabay
- 2015  Guy Sagiv
- 2014  Dmytro Grabovskyy
- 2013  Gay Gabay
- 2012  Ayal Rahat
- 2011  Ilan Kolton